# Жоріс Шотар
Жоріс Шотар (фр. Joris Chotard, нар. 24 вересня 2001, Оранж, Франція) — французький футболіст, півзахисник клубу «Монпельє».

## Ігрова кар'єра

### Клубна
Займатися футболом Жоріс Шотар починав в клубах Франції аматорського рівня. У 2016 році він приєднався до молодіжної команди клубу «Монпельє».
З 2018 року футболіста почали залучати до матчів першої команди. Паралельно з цим він грав у другій команді «Монпельє» у Національному дивізіоні 3. Свою дебютну гру у Лізі 1 Шота провів 10 серпня 2019 року, коли вийшов у стартовому складі на гру проти «Ренна». 29 червня 2022 року футболіст продовжив дію контракту з клубом.

### Збірна
У складі молодіжної збірної Франції в період з 2021 по 2023 роки Жоріс Шотар провів шість матчів.

## Титули і досягнення
Олімпійська збірна Франції
- Срібні медалі Олімпійських ігр 2024[4]